# Place Solvay
Pour les articles homonymes, voir Rue Solvay.
La place Solvay (en néerlandais : Solvayplein) est une place bruxelloise de la commune de Schaerbeek, située entre le boulevard du Roi Albert II, la rue Gaucheret et la rue du Progrès.
La place porte le nom de l'industriel et chimiste belge, Ernest Solvay. Elle s'appelait auparavant place du Marché et le Théâtre lyrique s'y trouvait.

## Adresse notable
- no 4 : Résidence Nord